# Matthías Guðmundsson
Matthías Guðmundsson est un footballeur islandais né le 1er août 1980. Il joue au poste de milieu de terrain.

## Carrière
- 1999-2006 : Valur Reykjavík  Islande
- 2007-2009 : FH Hafnarfjörður  Islande
- 2009-.... : Valur Reykjavík  Islande[1],[2]

## Palmarès
Valur Reykjavík
- Coupe d'Islande (1) : 2005
- Supercoupe d'Islande (1) : 2006

 FH Hafnarfjörður
- Championnat d'Islande (2) : 2008, 2009
- Coupe d'Islande (1) : 2007
- Coupe de la Ligue islandaise (1) 2007
- Supercoupe d'Islande (2) : 2008, 2009